# Dreia
Dreia é uma localidade pertencente à Freguesia de Benfeita, Município de Arganil, Distrito de Coimbra.

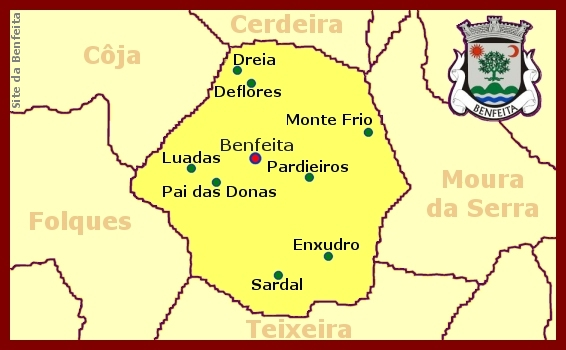
Localização de Dreia na freguesia de Benfeita

Vivem cerca de 50 pessoas, mas por volta de 1940 chegou a ter 38 casas e 109 pessoas.
Na aldeia vende-se o mel fabricado pelas abelhas e existe uma cooperativa de criação de coelhos que dá emprego a algumas pessoas fazendo com que ainda se mantenham na região. 

## Património
- Torre do Relógio.[2]
- Capela em honra de Nossa Senhora da Graça

## Festividades
- Festa em honra de Nossa Senhora da Graça a 18 de Dezembro